# La Fin du voyage (film, 1930)
Pour les articles homonymes, voir La Fin du voyage.
Pour plus de détails, voir Fiche technique et Distribution.
La Fin du voyage (Journey's End) est un film britannico-américain réalisé par James Whale, sorti en 1930.
Le film, premier long métrage de James Whale, fera l'objet d'un remake en 1976, sous le titre  Le Tigre du ciel.

## Synopsis
En 1918, à la veille d'une importante bataille, un nouvel officier, le sous-lieutenant Raleigh, rejoint la compagnie du capitaine Stanhope dans les lignes de tranchées britanniques en France. Les deux hommes se sont connus à l'école et le jeune Raleigh voue un culte héroïque à Stanhope, tandis que ce dernier a fini par aimer la sœur de Raleigh. Mais Stanhope que Raleigh rencontre un homme changé par trois ans au front, qui s'est tourné vers l'alcool et semble proche de la dépression.
Stanhope est terrifié à l'idée que Raleigh finisse ainsi et gâche ses chances auprès de sa sœur, qu'il espère épouser après la guerre. Un officier plus âgé, l'avunculaire lieutenant Osborne, tente désespérément d'empêcher Stanhope de craquer. Plus tard, Osborne et Raleigh sont sélectionnés pour mener un raid sur les tranchées allemandes où un certain nombre de soldats sont tués, y compris Osborne. Plus tard, lorsque Raleigh est lui aussi mortellement blessé, Stanhope est confronté à une situation désespérée et accablé par le chagrin et privé de ses amis proches, il se prépare à faire face à une nouvelle attaque furieuse de l'ennemi.

## Fiche technique
- Titre original : Journey's End
- Titre français : La Fin du voyage
- Réalisation : James Whale
- Scénario : Gareth Gundrey et Joseph Moncure March d'après la pièce de R.C. Sherriff
- Photographie : Benjamin H. Kline
- Pays d'origine : Royaume-Uni - États-Unis
- Format : Noir et blanc - Mono
- Genre : Drame, Film de guerre
- Durée : 120 minutes
- Date de sortie : 1930

## Distribution
- Colin Clive : Capitaine Denis Stanhope
- Ian Maclaren : Lieutenant Osborne
- David Manners : Lieutenant Raleigh
- Billy Bevan : Lieutenant Trotter
- Anthony Bushell : Lieutenant Hibbert
- Werner Klingler : Prisonnier allemand